# Aechmea nivea
Espèce
Classification phylogénétique
Aechmea nivea est une espèce de plantes à fleurs de la famille des Bromeliaceae, endémique de Colombie.

## Distribution
L'espèce est endémique du sud-est de la Colombie.

## Description
L'espèce est épiphyte.